# 郡
郡（ぐん）は、行政区画の一種。日本、中国、朝鮮などの、漢字文化圏に導入されたものである。
なお、欧米などの行政区画の一部を日本語に翻訳する際に、訳語としてこの語を当てることがある（カウンティも参照）。

## 日本の郡

### 古代
古代の郡は、律令制の行政区画で、国（＝令制国）の下に置かれた。『日本書紀』は、大化の改新の時に「郡」（こおり）が成立したと記されているが、当時、実際は「評」（こおり）と書いていた。
大宝律令の成立の時に「郡」が設置され、かつての国造などが郡司となって管轄した。郡には郡衙が置かれ、班田や徴税の管理に重要な任務を果たし、律令制度下の中央集権的行政の末端に位置した。延喜式では591郡があったとされる。国の下に郡を置き、郡の下を50戸1里の里に編成した。7世紀後半から国・コオリ(評)・サト(五十戸・里)の体制が見られ、701(大宝1)大宝令で国郡里制が成立。717(霊亀3)頃から740(天平12)までは郡の下に郷、郷の下に里が置かれ国郡郷里の編成となり(郷里制)、その後は国郡郷となった。郷里制はそれまでの里を郷と改称し、その下に下級の単位として新設した2～3の里(コザト)を置いたものである。これと連動して、戸の編成も従来の戸を郷戸・房戸の2段階とし、籍帳を通じて本貫地での人民把握の強化を図った。しかし本来流動的な人口動態を固定化する制度には限界があり、739(天平11)末頃には里が廃止され、国郡郷の3段階制となった。郡は、郷の数によって大・上・中・下・小の五等級に分かれていた。南伊勢の度会評は「神郡」というかたちで、半ば自律的な行政単位であった。
しかし10世紀には、筆頭国司である受領の権力強化などにより、郡の機能は低下し始めた。11世紀には、荘園が一円領域化して国衙の支配から自立し、郡の管轄からも外れて行った。国衙の側も残された公領を再編成し、下部に郷を組織した郡から国衙に直結した、郡、郷、保、院、条、別名などの並立体制となった。これに伴い、旧来の在地豪族の系譜を引く郡司層は急速に没落した。没落した郡司層の多くが国衙に近侍し、在庁官人となった。在庁官人には他に受領が引き連れてきた実務官僚などが加わり、新たに再編された郡司、郷司、保司などの管理者として任命された。また、受領自体が任期中に私領を獲得したり、在地豪族に入婿したりして土着化し、子弟が在庁官人化するケースも見られる。やがてこれら在庁官人は武士化していった。

### 中世・近世
鎌倉時代になると、国内に並列する荘園、郡、郷、保などは、管理者である荘司、郡司、郷司、保司らの多くが御家人となり、地頭に任命され、武士たちの基礎的な領地の単位となった。
戦国時代には戦国大名らの地域権力が領国拡大を行い、本国・分国の領域支配の一環として、支配領域を古代以来の国郡制とは異なる独自の支配領域区分である「郡」単位で分割し、各郡ごとに郡代を配置した。
相模国後北条氏においては郡単位で公事賦課を行った郡代支配を展開し、やがてこれは郡代支配を引き継いだ支城制へと完成していくことが指摘される。一方で、戦国大名の領域支配は本国・分国の歴史的経緯や領国化時期の差異、自立的な国衆の存在などにより一様ではなく多様性があり、必ずしも郡代・支城制支配により均一な支配でなかった点も指摘されている。
江戸時代の幕藩体制下において、江戸幕府や各藩では、地方（じかた）の統治に際して郡代や郡奉行といった役職を置くことがあった。幕府の郡代は広域の幕府領（天領）を管轄する役職であって、その管轄範囲は歴史的地域区分としての郡よりも広い。諸藩では、それぞれ独自の地方区分を設けている場合もある（たとえば、南部藩の通（とおり）、熊本藩の手永（てなが）など）。

### 近代

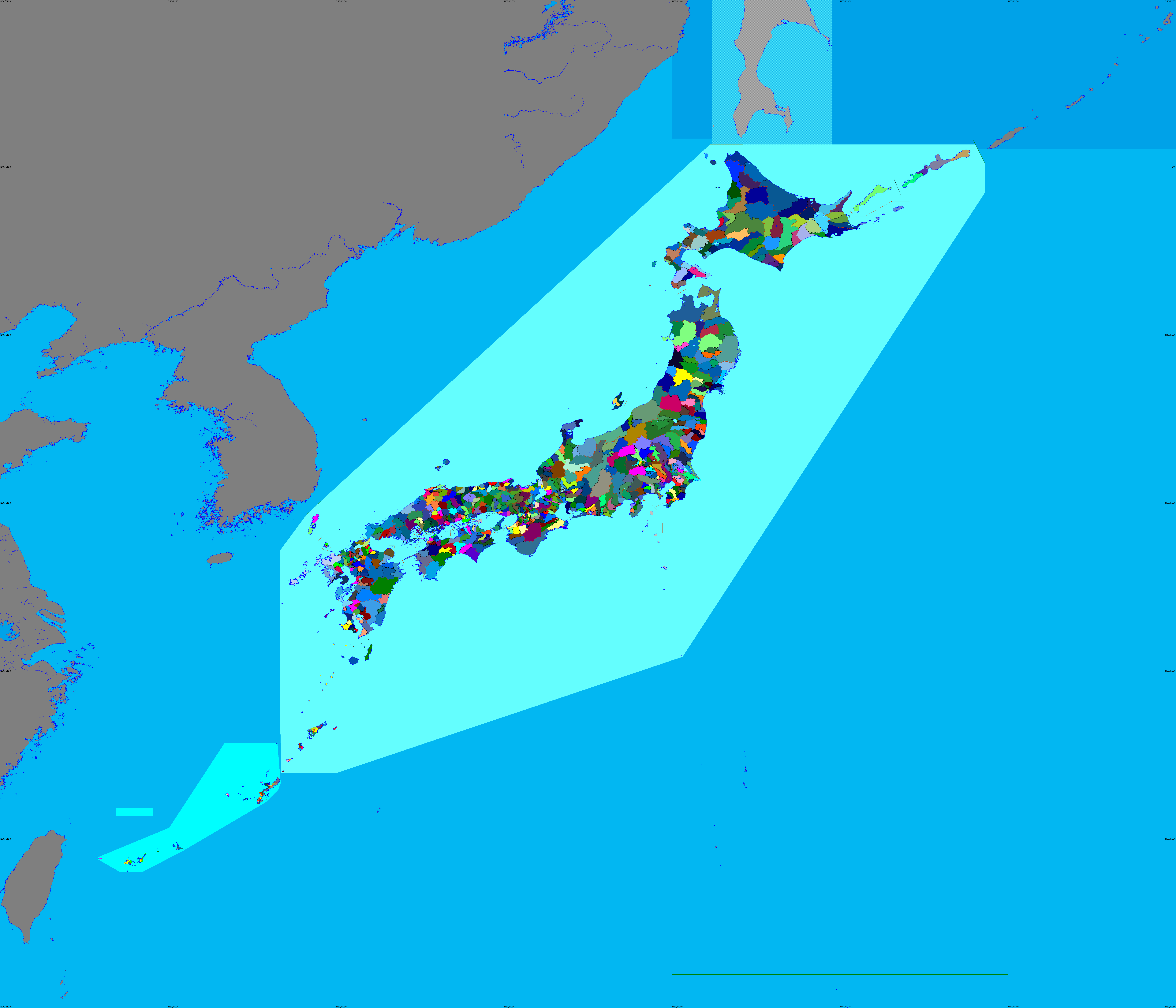
1869年時点の郡の区域（琉球・奄美の間切も含む。ただし越郡合併で境界線不明区域になった村は、その郡の区域に編入された部分に大字または市町村単位で反映）

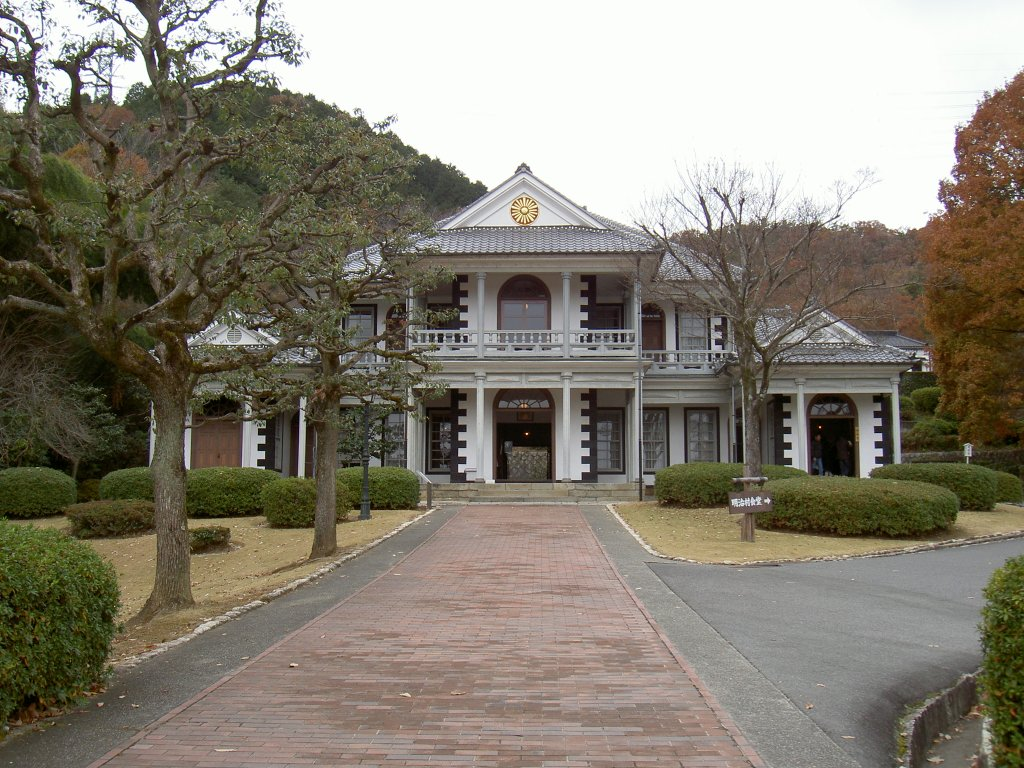
旧東山梨郡役所（博物館明治村）

明治初年において「郡」は地理的区分に留まっていた。1878年に制定された郡区町村編制法（明治11年太政官布告第17号）によって行政区画としての郡が復活した（施行時は一律ではなく、府県ごとに異なる）。同法は、府県の下に「郡」を置き、長として「郡長」を任命することを定めた。この制度下の郡は地方公共団体ではなく、郡長以下は中央政府から派遣された官僚であった。郡の役人が勤務する役所を「郡役所」といった。この時に、広大な郡の分割が行われた（例えば、青森県の北郡は上北郡と下北郡に分割された）。また、郡長はすべての郡に1人ずつ配置されたわけではなかった（例えば、千葉県の安房郡・平郡・朝夷郡・長狭郡を管轄したのは「安房平朝夷長狭郡長」であった）。
1890年、府県制とともに郡制（明治23年法律第36号）が公布された。郡は府県と町村の中間の地方公共団体として規定され、議決機関として「郡会」（郡会議員は公選）と「郡参事会」が置かれた。この際、郡の統合再編が行われた（例えば、上述の「安房平朝夷長狭郡長」管轄下の4郡は安房郡に統合された）。
1896年には 「沖縄県ノ郡編制ニ関スル件」（明治29年勅令第13号）が施行され、郡が置かれていなかった沖縄県にも新たに郡が編成された（それまでは間切という行政区分が置かれていた）。1915年には当時外地であった樺太でも内地に準じた郡の編成が行われているが、郡会は設けられず地方公共団体としての性格は持たなかった。
1921年、原内閣により郡制廃止法が公布されて1923年に郡会が廃止された。また、1926年に郡長と郡役所が廃止され、郡は再び単なる地理的区分になった。
第二次世界大戦中の1942年の地方官官制改正により府県の出先機関として地方事務所が設置されることになり、具体的な設置は、昭和17年7月1日内務省告示第490号(府縣地方事務所ノ名稱等)によって行われ、北海道以外の全ての府県に、府県の出先機関として地方事務所が設置された。地方事務所は、支庁の管轄区域及び市の管轄区域以外を対象したため、事実上、郡役所が復活した形となった。ただし、府県により複数の郡を一つの地方事務所が所轄し、また設置場所も郡のなかではなく近隣の市とされた場合もある。例えば静岡県の西遠地方事務所は、浜名郡と引佐郡を管轄し、浜松市に設置された。

### 現代
戦後の1947年施行の地方自治法では、都道府県の支庁（道にあっては、支庁出張所を含む。）及び地方事務所並びに警察署、保健所その他行政機関は、都道府県が条例によって設置及び廃止する事ができるようになり、郡の区域は地方行政の一単位とされることはなくなった。現在の郡の区域は、住所表記や、都道府県が定める広域連合体（広域行政圏）の区域、都道府県の議会の議員の選挙の選挙区の区域などに用いられるに留まる。
郡の廃置分合は、都道府県知事が権限を持ち、都道府県の議会の議決を経て定め、総務大臣に届け出ることとなっている（地方自治法第259条）。
明治以降の郡の区域は市及び特別区の区域に画さない。そのため、町村に市制が施行されるとその郡の区域は廃される。当初、市の区域は市街化された地域に限られており、市部と郡部は市街地と農山漁港部に対応していた。しかし、後に合併により市町村の面積が広がると、市も農山漁港部を抱え込むようになり市部と郡部の区別の意義は薄れた。また、市の区域が郡の区域から除かれるルールに変わりなかったため、郡の区域に一の町村の区域しか属さなくなったり、郡の区域が廃するようになった。
平成の市町村合併では、合併でできた市の区域が明治時代の郡の区域に相当する面積を持つことも珍しくない。岐阜県郡上郡の区域が郡上市の区域に、宮城県栗原郡の区域が栗原市の区域にといった具合である。また宮城県登米市の区域、滋賀県高島市の区域など明治時代の郡の区域を完全に含む市の区域が誕生した。新潟県佐渡市の区域は佐渡郡の区域を含み、令制国の佐渡国の全域に当たる。長崎県壱岐市の区域も壱岐郡の区域を含み、壱岐国の全域に当たる。長崎県対馬市の区域に至っては、対馬国の全域であり、上県郡及び下県郡の区域を完全に包括している。
変遷を経た上でも、市の区域の除去を考慮しなければ奈良時代の名称と区域をほぼそのまま継承している郡の区域が少なからずある（逆に安八郡の区域のように、市の区域を考慮しなければ原形を留めないといえる郡の区域もある）。しかし、江戸時代までに再編や名称の変更を経たところもあり、明治初期にはさらに多くの郡の名称及び区域の変更を受けた。いわゆる平成の大合併の影響で、郡の区域並びに郡の区域に画している町村の区域は激減の一途をたどっている。岡山県加賀郡（2004年）、石川県鳳珠郡（2005年）、福井県三方上中郡（2005年）、北海道二海郡（2005年）、北海道日高郡（2006年）などあらたに郡の区域に画しているが、郡の境界を越えた町村合併の際に合併後の人口が市昇格条件に満たないための措置と考えられ、郡の区域に画している町村の区域の減少例の一つに過ぎない。
かつて群馬県には「東村」が5村存在し、いずれも「あずまむら」もしくは「あづまむら」と読むため、所属の郡の名称を付して呼称し区別する慣習があった。いわゆる昭和の大合併と平成の大合併を経た現在では、県内すべての「東村」は廃止され、県内において郡の名称により区別する意義は極めて希薄となった。
なお、東京都の島嶼部の町村の区域は郡の区域に画してない。

### 日本の郡の一覧
以下は現行の郡の一覧である（計：307）。消滅した郡は「消滅した郡の一覧」および「消滅した郡の都道府県別一覧」を参照。
| 所属 自治体 | 郡名       | 創設年月日     | 所属する町村 | 所属町村数 |
| ----------- | ---------- | -------------- | --- | ---------- |
| 北海道      | 石狩郡     | 1879年07月23日 | 当別町・新篠津村 | 2          |
| 北海道      | 松前郡     | 1881年07月27日 | 松前町・福島町 | 2          |
| 北海道      | 上磯郡     | 1881年07月23日 | 知内町・木古内町 | 2          |
| 北海道      | 亀田郡     | 1871年07月23日 | 七飯町 | 1          |
| 北海道      | 茅部郡     | 1879年07月23日 | 鹿部町・森町 | 2          |
| 北海道      | 二海郡     | 2005年10月01日 | 八雲町 | 1          |
| 北海道      | 山越郡     | 1869年09月20日 | 長万部町 | 1          |
| 北海道      | 檜山郡     | 1869年09月20日 | 江差町・上ノ国町・厚沢部町                                                                                           | 3          |
| 北海道      | 爾志郡     | 1869年09月20日 | 乙部町 | 1          |
| 北海道      | 奥尻郡     | 1869年09月20日 | 奥尻町 | 1          |
| 北海道      | 瀬棚郡     | 1869年09月20日 | 今金町 | 1          |
| 北海道      | 久遠郡     | 1869年09月20日 | せたな町 | 1          |
| 北海道      | 島牧郡     | 1869年09月20日 | 島牧村 | 1          |
| 北海道      | 寿都郡     | 1869年09月20日 | 寿都町・黒松内町 | 2          |
| 北海道      | 磯谷郡     | 1869年09月20日 | 蘭越町 | 1          |
| 北海道      | 虻田郡     | 1869年09月20日 | 豊浦町・洞爺湖町・ニセコ町・真狩村・留寿都村・喜茂別町・京極町・倶知安町                                             | 8          |
| 北海道      | 岩内郡     | 1869年09月20日 | 共和町・岩内町 | 2          |
| 北海道      | 古宇郡     | 1869年09月20日 | 泊村・神恵内村 | 2          |
| 北海道      | 積丹郡     | 1869年09月20日 | 積丹町 | 1          |
| 北海道      | 古平郡     | 1869年09月20日 | 古平町 | 1          |
| 北海道      | 余市郡     | 1869年09月20日 | 仁木町・余市町・赤井川村                                                                                             | 3          |
| 北海道      | 空知郡     | 1869年09月20日 | 南幌町・奈井江町・上砂川町・上富良野町・中富良野町・南富良野町                                                       | 6          |
| 北海道      | 夕張郡     | 1869年09月20日 | 由仁町・長沼町・栗山町                                                                                               | 3          |
| 北海道      | 樺戸郡     | 1869年09月20日 | 月形町・浦臼町・新十津川町                                                                                           | 3          |
| 北海道      | 雨竜郡     | 1869年09月20日 | 妹背牛町・秩父別町・雨竜町・北竜町・沼田町・幌加内町                                                                 | 6          |
| 北海道      | 上川郡     | 1869年09月20日 | 鷹栖町・東神楽町・当麻町・比布町・愛別町・上川町・東川町・美瑛町                                                     | 8          |
| 北海道      | 勇払郡     | 1869年09月20日 | 厚真町・安平町・むかわ町・占冠村                                                                                     | 4          |
| 北海道      | 上川郡     | 1869年09月20日 | 和寒町・剣淵町・下川町                                                                                               | 3          |
| 北海道      | 中川郡     | 1869年09月20日 | 美深町・音威子府村・中川町                                                                                           | 3          |
| 北海道      | 増毛郡     | 1869年09月20日 | 増毛町 | 1          |
| 北海道      | 留萌郡     | 1869年09月20日 | 小平町 | 1          |
| 北海道      | 苫前郡     | 1869年09月20日 | 苫前町・羽幌町・初山別村                                                                                             | 3          |
| 北海道      | 天塩郡     | 1869年09月20日 | 遠別町・天塩町・豊富町・幌延町                                                                                       | 4          |
| 北海道      | 宗谷郡     | 1869年09月20日 | 猿払村 | 1          |
| 北海道      | 枝幸郡     | 1869年09月20日 | 浜頓別町・中頓別町・枝幸町                                                                                           | 3          |
| 北海道      | 礼文郡     | 1869年09月20日 | 礼文町 | 1          |
| 北海道      | 利尻郡     | 1869年09月20日 | 利尻町・利尻富士町                                                                                                   | 2          |
| 北海道      | 網走郡     | 1869年09月20日 | 美幌町・津別町・大空町                                                                                               | 3          |
| 北海道      | 斜里郡     | 1869年09月20日 | 斜里町・清里町・小清水町                                                                                             | 3          |
| 北海道      | 常呂郡     | 1869年09月20日 | 訓子府町・置戸町・佐呂間町                                                                                           | 3          |
| 北海道      | 紋別郡     | 1869年09月20日 | 遠軽町・湧別町・滝上町・興部町・西興部村・雄武町                                                                     | 6          |
| 北海道      | 有珠郡     | 1869年09月20日 | 壮瞥町 | 1          |
| 北海道      | 白老郡     | 1869年09月20日 | 白老町 | 1          |
| 北海道      | 沙流郡     | 1869年09月20日 | 日高町・平取町 | 2          |
| 北海道      | 新冠郡     | 1869年09月20日 | 新冠町 | 1          |
| 北海道      | 浦河郡     | 1869年09月20日 | 浦河町 | 1          |
| 北海道      | 様似郡     | 1869年09月20日 | 様似町 | 1          |
| 北海道      | 幌泉郡     | 1869年09月20日 | えりも町 | 1          |
| 北海道      | 日高郡     | 2006年03月31日 | 新ひだか町 | 1          |
| 北海道      | 河東郡     | 1869年09月20日 | 音更町・士幌町・上士幌町・鹿追町                                                                                     | 4          |
| 北海道      | 上川郡     | 1869年09月20日 | 新得町・清水町 | 2          |
| 北海道      | 河西郡     | 1869年09月20日 | 芽室町・中札内村・更別村                                                                                             | 3          |
| 北海道      | 広尾郡     | 1869年09月20日 | 大樹町・広尾町 | 2          |
| 北海道      | 中川郡     | 1869年09月20日 | 幕別町・池田町・豊頃町・本別町                                                                                       | 4          |
| 北海道      | 足寄郡     | 1869年09月20日 | 足寄町・陸別町 | 2          |
| 北海道      | 十勝郡     | 1869年09月20日 | 浦幌町 | 1          |
| 北海道      | 釧路郡     | 1869年09月20日 | 釧路町 | 1          |
| 北海道      | 厚岸郡     | 1869年09月20日 | 厚岸町・浜中町 | 2          |
| 北海道      | 川上郡     | 1869年09月20日 | 標茶町・弟子屈町 | 2          |
| 北海道      | 阿寒郡     | 1869年09月20日 | 鶴居村 | 1          |
| 北海道      | 白糠郡     | 1869年09月20日 | 白糠町 | 1          |
| 北海道      | 野付郡     | 1869年09月20日 | 別海町 | 1          |
| 北海道      | 標津郡     | 1869年09月20日 | 中標津町・標津町 | 2          |
| 北海道      | 目梨郡     | 1869年09月20日 | 羅臼町 | 1          |
| 北海道      | 色丹郡     | 1886年01月06日 | 色丹村 | 1          |
| 北海道      | 国後郡     | 1869年09月20日 | 泊村・留夜別村 | 2          |
| 北海道      | 択捉郡     | 1869年09月20日 | 留別村 | 1          |
| 北海道      | 紗那郡     | 1869年09月20日 | 紗那村 | 1          |
| 北海道      | 蘂取郡     | 1869年09月20日 | 蘂取村 | 1          |
| 青森県      | 東津軽郡   | 1878年10月30日 | 平内町・今別町・蓬田村・外ヶ浜町                                                                                     | 4          |
| 青森県      | 西津軽郡   | 1878年10月30日 | 鰺ヶ沢町・深浦町 | 2          |
| 青森県      | 中津軽郡   | 1878年10月30日 | 西目屋村 | 1          |
| 青森県      | 南津軽郡   | 1878年10月30日 | 藤崎町・大鰐町・田舎館村                                                                                             | 3          |
| 青森県      | 北津軽郡   | 1878年10月30日 | 板柳町・鶴田町・中泊町                                                                                               | 3          |
| 青森県      | 上北郡     | 1878年10月30日 | 野辺地町・七戸町・六戸町・横浜町・東北町・六ヶ所村・おいらせ町                                                       | 7          |
| 青森県      | 下北郡     | 1878年10月30日 | 大間町・東通村・風間浦村・佐井村                                                                                     | 4          |
| 青森県      | 三戸郡     | 1634年         | 三戸町・五戸町・田子町・南部町・階上町・新郷村                                                                       | 6          |
| 岩手県      | 岩手郡     | 1897年04月01日 | 雫石町・葛巻町・岩手町                                                                                               | 3          |
| 岩手県      | 紫波郡     | 811年          | 紫波町・矢巾町 | 2          |
| 岩手県      | 和賀郡     | 1897年04月01日 | 西和賀町 | 1          |
| 岩手県      | 胆沢郡     | 804年          | 金ケ崎町 | 1          |
| 岩手県      | 西磐井郡   | 1879年01月04日 | 平泉町 | 1          |
| 岩手県      | 気仙郡     | 8世紀          | 住田町 | 1          |
| 岩手県      | 上閉伊郡   | 1897年04月01日 | 大槌町 | 1          |
| 岩手県      | 下閉伊郡   | 1897年04月01日 | 山田町・岩泉町・田野畑村・普代村                                                                                     | 4          |
| 岩手県      | 九戸郡     | 1897年04月01日 | 軽米町・野田村・九戸村・洋野町                                                                                       | 4          |
| 岩手県      | 二戸郡     | 1634年         | 一戸町 | 1          |
| 宮城県      | 刈田郡     | 721年          | 蔵王町・七ヶ宿町 | 2          |
| 宮城県      | 柴田郡     | 701年          | 大河原町・村田町・柴田町・川崎町                                                                                     | 4          |
| 宮城県      | 伊具郡     | 701年          | 丸森町 | 1          |
| 宮城県      | 亘理郡     | 701年          | 亘理町・山元町 | 2          |
| 宮城県      | 宮城郡     | 701年          | 松島町・七ヶ浜町・利府町                                                                                             | 3          |
| 宮城県      | 黒川郡     | 701年          | 大和町・大郷町・大衡村                                                                                               | 3          |
| 宮城県      | 加美郡     | 701年          | 色麻町・加美町 | 2          |
| 宮城県      | 遠田郡     | 701年          | 涌谷町・美里町 | 2          |
| 宮城県      | 牡鹿郡     | 701年          | 女川町 | 1          |
| 宮城県      | 本吉郡     | 701年          | 南三陸町 | 1          |
| 秋田県      | 鹿角郡     | 701年          | 小坂町 | 1          |
| 秋田県      | 北秋田郡   | 1878年12月23日 | 上小阿仁村 | 1          |
| 秋田県      | 山本郡     | 15世紀         | 藤里町・三種町・八峰町                                                                                               | 3          |
| 秋田県      | 南秋田郡   | 1878年12月23日 | 五城目町・八郎潟町・井川町・大潟村                                                                                   | 4          |
| 秋田県      | 仙北郡     | 平安時代初期   | 美郷町 | 1          |
| 秋田県      | 雄勝郡     | 1878年12月23日 | 羽後町・東成瀬村 | 2          |
| 山形県      | 東村山郡   | 1878年11月01日 | 山辺町・中山町 | 2          |
| 山形県      | 西村山郡   | 1878年11月01日 | 河北町・西川町・朝日町・大江町                                                                                       | 4          |
| 山形県      | 北村山郡   | 1878年11月01日 | 大石田町 | 1          |
| 山形県      | 最上郡     | 701年          | 金山町・最上町・舟形町・真室川町・大蔵村・鮭川村・戸沢村                                                             | 7          |
| 山形県      | 東置賜郡   | 1878年11月01日 | 高畠町・川西町 | 2          |
| 山形県      | 西置賜郡   | 1878年11月01日 | 小国町・白鷹町・飯豊町                                                                                               | 3          |
| 山形県      | 東田川郡   | 1878年11月01日 | 三川町・庄内町 | 2          |
| 山形県      | 飽海郡     | 8世紀          | 遊佐町 | 1          |
| 福島県      | 伊達郡     | 10世紀         | 桑折町・国見町・川俣町                                                                                               | 3          |
| 福島県      | 安達郡     | 0906年02月05日 | 大玉村 | 1          |
| 福島県      | 岩瀬郡     | 701年          | 鏡石町・天栄村 | 2          |
| 福島県      | 南会津郡   | 1879年01月27日 | 下郷町・檜枝岐村・只見町・南会津町                                                                                   | 4          |
| 福島県      | 耶麻郡     | 平安時代       | 北塩原村・西会津町・磐梯町・猪苗代町                                                                                 | 4          |
| 福島県      | 河沼郡     | 平安時代       | 会津坂下町・湯川村・柳津町                                                                                           | 3          |
| 福島県      | 大沼郡     | 平安時代       | 三島町・金山町・昭和村・会津美里町                                                                                   | 4          |
| 福島県      | 西白河郡   | 元禄年間       | 西郷村・泉崎村・中島村・矢吹町                                                                                       | 4          |
| 福島県      | 東白川郡   | 元禄年間       | 棚倉町・矢祭町・塙町・鮫川村                                                                                         | 4          |
| 福島県      | 石川郡     | 1063年0        | 石川町・玉川村・平田村・浅川町・古殿町                                                                               | 5          |
| 福島県      | 田村郡     | 中世           | 三春町・小野町 | 2          |
| 福島県      | 双葉郡     | 1896年04月01日 | 広野町・楢葉町・富岡町・川内村・大熊町・双葉町・浪江町・葛尾村                                                       | 8          |
| 福島県      | 相馬郡     | 1896年04月01日 | 新地町・飯舘村 | 2          |
| 茨城県      | 東茨城郡   | 1878年12月02日 | 茨城町・大洗町・城里町                                                                                               | 3          |
| 茨城県      | 那珂郡     | 701年          | 東海村 | 1          |
| 茨城県      | 久慈郡     | 701年          | 大子町 | 1          |
| 茨城県      | 稲敷郡     | 1896年04月01日 | 美浦村・阿見町・河内町                                                                                               | 3          |
| 茨城県      | 結城郡     | 701年          | 八千代町 | 1          |
| 茨城県      | 猿島郡     | 1896年04月01日 | 五霞町・境町 | 2          |
| 茨城県      | 北相馬郡   | 1878年12月02日 | 利根町 | 1          |
| 栃木県      | 河内郡     | 701年          | 上三川町 | 1          |
| 栃木県      | 芳賀郡     | 701年          | 益子町・茂木町・市貝町・芳賀町                                                                                       | 4          |
| 栃木県      | 下都賀郡   | 1878年11月08日 | 壬生町・野木町 | 2          |
| 栃木県      | 塩谷郡     | 701年          | 塩谷町・高根沢町 | 2          |
| 栃木県      | 那須郡     | 701年          | 那須町・那珂川町 | 2          |
| 群馬県      | 北群馬郡   | 1949年10月01日 | 榛東村・吉岡町 | 2          |
| 群馬県      | 多野郡     | 1896年04月01日 | 上野村・神流町 | 2          |
| 群馬県      | 甘楽郡     | 1878年12月07日 | 下仁田町・南牧村・甘楽町                                                                                             | 3          |
| 群馬県      | 吾妻郡     | 701年          | 中之条町・長野原町・嬬恋村・草津町・高山村・東吾妻町                                                                 | 6          |
| 群馬県      | 利根郡     | 701年          | 片品村・川場村・昭和村・みなかみ町                                                                                   | 4          |
| 群馬県      | 佐波郡     | 1896年04月01日 | 玉村町 | 1          |
| 群馬県      | 邑楽郡     | 701年          | 板倉町・明和町・千代田町・大泉町・邑楽町                                                                             | 5          |
| 埼玉県      | 北足立郡   | 1879年03月17日 | 伊奈町 | 1          |
| 埼玉県      | 入間郡     | 701年          | 三芳町・毛呂山町・越生町                                                                                             | 3          |
| 埼玉県      | 比企郡     | 701年          | 滑川町・嵐山町・小川町・川島町・吉見町・鳩山町・ときがわ町                                                           | 7          |
| 埼玉県      | 秩父郡     | 701年          | 横瀬町・皆野町・長瀞町・小鹿野町・東秩父村                                                                           | 5          |
| 埼玉県      | 児玉郡     | 701年          | 美里町・神川町・上里町                                                                                               | 3          |
| 埼玉県      | 大里郡     | 701年          | 寄居町 | 1          |
| 埼玉県      | 南埼玉郡   | 1879年03月17日 | 宮代町 | 1          |
| 埼玉県      | 北葛飾郡   | 1879年03月17日 | 杉戸町・松伏町 | 2          |
| 千葉県      | 印旛郡     | 1897年04月01日 | 酒々井町・栄町 | 2          |
| 千葉県      | 香取郡     | 701年          | 神崎町・多古町・東庄町                                                                                               | 3          |
| 千葉県      | 山武郡     | 1897年04月01日 | 九十九里町・芝山町・横芝光町                                                                                         | 3          |
| 千葉県      | 長生郡     | 1897年04月01日 | 一宮町・睦沢町・長生村・白子町・長柄町・長南町                                                                       | 6          |
| 千葉県      | 夷隅郡     | 701年          | 大多喜町・御宿町 | 2          |
| 千葉県      | 安房郡     | 701年          | 鋸南町 | 1          |
| 東京都      | 西多摩郡   | 1878年11月18日 | 瑞穂町・日の出町・檜原村・奥多摩町                                                                                   | 4          |
| 東京都      | (島嶼部)   | -              | 大島町・利島村・新島村・神津島村・三宅村・御蔵島村・八丈町・青ヶ島村・小笠原村                                       | 9          |
| 神奈川県    | 三浦郡     | 701年          | 葉山町 | 1          |
| 神奈川県    | 高座郡     | 701年          | 寒川町 | 1          |
| 神奈川県    | 中郡       | 1896年04月01日 | 大磯町・二宮町 | 2          |
| 神奈川県    | 足柄上郡   | 701年          | 中井町・大井町・松田町・山北町・開成町                                                                               | 5          |
| 神奈川県    | 足柄下郡   | 701年          | 箱根町・真鶴町・湯河原町                                                                                             | 3          |
| 神奈川県    | 愛甲郡     | 701年          | 愛川町・清川村 | 2          |
| 新潟県      | 北蒲原郡   | 1879年04月09日 | 聖籠町 | 1          |
| 新潟県      | 西蒲原郡   | 1879年04月09日 | 弥彦村 | 1          |
| 新潟県      | 南蒲原郡   | 1879年04月09日 | 田上町 | 1          |
| 新潟県      | 東蒲原郡   | 1879年04月09日 | 阿賀町 | 1          |
| 新潟県      | 三島郡     | 中世           | 出雲崎町 | 1          |
| 新潟県      | 南魚沼郡   | 1879年04月09日 | 湯沢町 | 1          |
| 新潟県      | 中魚沼郡   | 1879年04月09日 | 津南町 | 1          |
| 新潟県      | 刈羽郡     | 平安時代       | 刈羽村 | 1          |
| 新潟県      | 岩船郡     | 701年          | 関川村・粟島浦村 | 2          |
| 富山県      | 中新川郡   | 1896年04月01日 | 舟橋村・上市町・立山町                                                                                               | 3          |
| 富山県      | 下新川郡   | 1878年12月17日 | 入善町・朝日町 | 2          |
| 石川県      | 能美郡     | 823年          | 川北町 | 1          |
| 石川県      | 河北郡     | 701年          | 津幡町・内灘町 | 2          |
| 石川県      | 羽咋郡     | 701年          | 志賀町・宝達志水町                                                                                                   | 2          |
| 石川県      | 鹿島郡     | 701年          | 中能登町 | 1          |
| 石川県      | 鳳珠郡     | 2005年03月01日 | 穴水町・能登町 | 2          |
| 福井県      | 吉田郡     | 701年          | 永平寺町 | 1          |
| 福井県      | 今立郡     | 1664年         | 池田町 | 1          |
| 福井県      | 南条郡     | 中世           | 南越前町 | 1          |
| 福井県      | 丹生郡     | 701年          | 越前町 | 1          |
| 福井県      | 三方郡     | 701年          | 美浜町 | 1          |
| 福井県      | 大飯郡     | 0825年07月28日 | 高浜町・おおい町 | 2          |
| 福井県      | 三方上中郡 | 2005年03月31日 | 若狭町 | 1          |
| 山梨県      | 西八代郡   | 1878年12月19日 | 市川三郷町 | 1          |
| 山梨県      | 南巨摩郡   | 1878年12月19日 | 早川町・身延町・南部町・富士川町                                                                                     | 4          |
| 山梨県      | 中巨摩郡   | 1878年12月19日 | 昭和町 | 1          |
| 山梨県      | 南都留郡   | 1878年12月19日 | 道志村・西桂町・忍野村・山中湖村・鳴沢村・富士河口湖町                                                               | 6          |
| 山梨県      | 北都留郡   | 1878年12月19日 | 小菅村・丹波山村 | 2          |
| 長野県      | 上高井郡   | 1879年01月04日 | 小布施町・高山村 | 2          |
| 長野県      | 上水内郡   | 1879年01月04日 | 信濃町・小川村・飯綱町                                                                                               | 3          |
| 長野県      | 下高井郡   | 1879年01月04日 | 山ノ内町・木島平村・野沢温泉村                                                                                       | 3          |
| 長野県      | 下水内郡   | 1879年01月04日 | 栄村 | 1          |
| 長野県      | 埴科郡     | 701年          | 坂城町 | 1          |
| 長野県      | 小県郡     | 701年          | 青木村・長和町 | 2          |
| 長野県      | 北佐久郡   | 1879年01月04日 | 軽井沢町・御代田町・立科町                                                                                           | 3          |
| 長野県      | 南佐久郡   | 1879年01月04日 | 小海町・川上村・南牧村・南相木村・北相木村・佐久穂町                                                                 | 6          |
| 長野県      | 北安曇郡   | 1879年01月04日 | 池田町・松川村・白馬村・小谷村                                                                                       | 4          |
| 長野県      | 東筑摩郡   | 1879年01月04日 | 麻績村・生坂村・山形村・朝日村・筑北村                                                                               | 5          |
| 長野県      | 木曽郡     | 1879年01月04日 | 上松町・南木曽町・木祖村・王滝村・大桑村・木曽町                                                                     | 6          |
| 長野県      | 上伊那郡   | 1879年01月04日 | 辰野町・箕輪町・飯島町・南箕輪村・中川村・宮田村                                                                     | 6          |
| 長野県      | 下伊那郡   | 1879年01月04日 | 松川町・高森町・阿南町・阿智村・平谷村・根羽村・下條村・売木村・天龍村・泰阜村・喬木村・豊丘村・大鹿村               | 13         |
| 長野県      | 諏訪郡     | 701年          | 下諏訪町・富士見町・原村                                                                                             | 3          |
| 岐阜県      | 羽島郡     | 1897年04月01日 | 岐南町・笠松町 | 2          |
| 岐阜県      | 養老郡     | 1897年04月01日 | 養老町 | 1          |
| 岐阜県      | 不破郡     | 701年          | 垂井町・関ケ原町 | 2          |
| 岐阜県      | 安八郡     | 701年          | 神戸町・輪之内町・安八町                                                                                             | 3          |
| 岐阜県      | 揖斐郡     | 1897年04月01日 | 揖斐川町・大野町・池田町                                                                                             | 3          |
| 岐阜県      | 本巣郡     | 701年          | 北方町 | 1          |
| 岐阜県      | 加茂郡     | 701年          | 坂祝町・富加町・川辺町・七宗町・八百津町・白川町・東白川村                                                           | 7          |
| 岐阜県      | 可児郡     | 701年          | 御嵩町 | 1          |
| 岐阜県      | 大野郡     | 701年          | 白川村 | 1          |
| 静岡県      | 賀茂郡     | 701年          | 東伊豆町・河津町・南伊豆町・松崎町・西伊豆町                                                                         | 5          |
| 静岡県      | 田方郡     | 701年          | 函南町 | 1          |
| 静岡県      | 駿東郡     | 701年          | 清水町・長泉町・小山町                                                                                               | 3          |
| 静岡県      | 榛原郡     | 701年          | 吉田町・川根本町 | 2          |
| 静岡県      | 周智郡     | 701年          | 森町 | 1          |
| 愛知県      | 愛知郡     | 701年          | 東郷町 | 1          |
| 愛知県      | 西春日井郡 | 1880年02月05日 | 豊山町 | 1          |
| 愛知県      | 丹羽郡     | 701年          | 大口町・扶桑町 | 2          |
| 愛知県      | 海部郡     | 1913年07月01日 | 大治町・蟹江町・飛島村                                                                                               | 3          |
| 愛知県      | 知多郡     | 701年          | 阿久比町・東浦町・南知多町・美浜町・武豊町                                                                           | 5          |
| 愛知県      | 額田郡     | 701年          | 幸田町 | 1          |
| 愛知県      | 北設楽郡   | 1878年12月20日 | 設楽町・東栄町・豊根村                                                                                               | 3          |
| 三重県      | 桑名郡     | 701年          | 木曽岬町 | 1          |
| 三重県      | 員弁郡     | 701年          | 東員町 | 1          |
| 三重県      | 三重郡     | 701年          | 菰野町・朝日町・川越町                                                                                               | 3          |
| 三重県      | 多気郡     | 701年          | 多気町・明和町・大台町                                                                                               | 3          |
| 三重県      | 度会郡     | 701年          | 玉城町・度会町・大紀町・南伊勢町                                                                                     | 4          |
| 三重県      | 北牟婁郡   | 1879年02月05日 | 紀北町 | 1          |
| 三重県      | 南牟婁郡   | 1879年02月05日 | 御浜町・紀宝町 | 2          |
| 滋賀県      | 蒲生郡     | 701年          | 日野町・竜王町 | 2          |
| 滋賀県      | 愛知郡     | 701年          | 愛荘町 | 1          |
| 滋賀県      | 犬上郡     | 701年          | 豊郷町・甲良町・多賀町                                                                                               | 3          |
| 京都府      | 乙訓郡     | 701年          | 大山崎町 | 1          |
| 京都府      | 久世郡     | 701年          | 久御山町 | 1          |
| 京都府      | 綴喜郡     | 701年          | 井手町・宇治田原町                                                                                                   | 2          |
| 京都府      | 相楽郡     | 701年          | 笠置町・和束町・精華町・南山城村                                                                                     | 4          |
| 京都府      | 船井郡     | 701年          | 京丹波町 | 1          |
| 京都府      | 与謝郡     | 701年          | 伊根町・与謝野町 | 2          |
| 大阪府      | 三島郡     | 1896年04月01日 | 島本町 | 1          |
| 大阪府      | 豊能郡     | 1896年04月01日 | 豊能町・能勢町 | 2          |
| 大阪府      | 泉北郡     | 1896年04月01日 | 忠岡町 | 1          |
| 大阪府      | 泉南郡     | 1896年04月01日 | 熊取町・田尻町・岬町                                                                                                 | 3          |
| 大阪府      | 南河内郡   | 1896年04月01日 | 太子町・河南町・千早赤阪村                                                                                           | 3          |
| 兵庫県      | 川辺郡     | 701年          | 猪名川町 | 1          |
| 兵庫県      | 多可郡     | 701年          | 多可町 | 1          |
| 兵庫県      | 加古郡     | 701年          | 稲美町・播磨町 | 2          |
| 兵庫県      | 神崎郡     | 1896年04月01日 | 市川町・福崎町・神河町                                                                                               | 3          |
| 兵庫県      | 揖保郡     | 1896年04月01日 | 太子町 | 1          |
| 兵庫県      | 赤穂郡     | 701年          | 上郡町 | 1          |
| 兵庫県      | 佐用郡     | 701年          | 佐用町 | 1          |
| 兵庫県      | 美方郡     | 1896年04月01日 | 香美町・新温泉町 | 2          |
| 奈良県      | 山辺郡     | 701年          | 山添村 | 1          |
| 奈良県      | 生駒郡     | 1897年04月01日 | 平群町・三郷町・斑鳩町・安堵町                                                                                       | 4          |
| 奈良県      | 磯城郡     | 1897年04月01日 | 川西町・三宅町・田原本町                                                                                             | 3          |
| 奈良県      | 宇陀郡     | 701年          | 曽爾村・御杖村 | 2          |
| 奈良県      | 高市郡     | 701年          | 高取町・明日香村 | 2          |
| 奈良県      | 北葛城郡   | 1897年04月01日 | 上牧町・王寺町・広陵町・河合町                                                                                       | 4          |
| 奈良県      | 吉野郡     | 701年          | 吉野町・大淀町・下市町・黒滝村・天川村・野迫川村・十津川村・下北山村・上北山村・川上村・東吉野村                     | 11         |
| 和歌山県    | 海草郡     | 1896年04月01日 | 紀美野町 | 1          |
| 和歌山県    | 伊都郡     | 701年          | かつらぎ町・九度山町・高野町                                                                                         | 3          |
| 和歌山県    | 有田郡     | 701年          | 湯浅町・広川町・有田川町                                                                                             | 3          |
| 和歌山県    | 日高郡     | 701年          | 美浜町・日高町・由良町・印南町・みなべ町・日高川町                                                                   | 6          |
| 和歌山県    | 西牟婁郡   | 1879年01月20日 | 白浜町・上富田町・すさみ町                                                                                           | 3          |
| 和歌山県    | 東牟婁郡   | 1879年01月20日 | 那智勝浦町・太地町・古座川町・北山村・串本町                                                                         | 5          |
| 鳥取県      | 岩美郡     | 1896年04月01日 | 岩美町 | 1          |
| 鳥取県      | 八頭郡     | 1896年04月01日 | 若桜町・智頭町・八頭町                                                                                               | 3          |
| 鳥取県      | 東伯郡     | 1896年04月01日 | 三朝町・湯梨浜町・琴浦町・北栄町                                                                                     | 4          |
| 鳥取県      | 西伯郡     | 1896年04月01日 | 日吉津村・大山町・南部町・伯耆町                                                                                     | 4          |
| 鳥取県      | 日野郡     | 701年          | 日南町・日野町・江府町                                                                                               | 3          |
| 島根県      | 仁多郡     | 701年          | 奥出雲町 | 1          |
| 島根県      | 飯石郡     | 701年          | 飯南町 | 1          |
| 島根県      | 邑智郡     | 701年          | 川本町・美郷町・邑南町                                                                                               | 3          |
| 島根県      | 鹿足郡     | 843年          | 津和野町・吉賀町 | 2          |
| 島根県      | 隠岐郡     | 1969年04月01日 | 海士町・西ノ島町・知夫村・隠岐の島町                                                                                 | 4          |
| 岡山県      | 和気郡     | 788年          | 和気町 | 1          |
| 岡山県      | 都窪郡     | 1900年04月01日 | 早島町 | 1          |
| 岡山県      | 浅口郡     | 701年          | 里庄町 | 1          |
| 岡山県      | 小田郡     | 701年          | 矢掛町 | 1          |
| 岡山県      | 真庭郡     | 1900年04月01日 | 新庄村 | 1          |
| 岡山県      | 苫田郡     | 1900年04月01日 | 鏡野町 | 1          |
| 岡山県      | 勝田郡     | 1900年04月01日 | 勝央町・奈義町 | 2          |
| 岡山県      | 英田郡     | 701年          | 西粟倉村 | 1          |
| 岡山県      | 久米郡     | 1900年04月01日 | 久米南町・美咲町 | 2          |
| 岡山県      | 加賀郡     | 2004年10月01日 | 吉備中央町 | 1          |
| 広島県      | 安芸郡     | 平安時代       | 府中町・海田町・熊野町・坂町                                                                                         | 4          |
| 広島県      | 山県郡     | 701年          | 安芸太田町・北広島町                                                                                                 | 2          |
| 広島県      | 豊田郡     | 701年          | 大崎上島町 | 1          |
| 広島県      | 世羅郡     | 701年          | 世羅町 | 1          |
| 広島県      | 神石郡     | 701年          | 神石高原町 | 1          |
| 山口県      | 大島郡     | 701年          | 周防大島町 | 1          |
| 山口県      | 玖珂郡     | 701年          | 和木町 | 1          |
| 山口県      | 熊毛郡     | 701年          | 上関町・田布施町・平生町                                                                                             | 3          |
| 山口県      | 阿武郡     | 701年          | 阿武町 | 1          |
| 徳島県      | 勝浦郡     | 701年          | 勝浦町・上勝町 | 2          |
| 徳島県      | 名東郡     | 896年          | 佐那河内村 | 1          |
| 徳島県      | 名西郡     | 896年          | 石井町・神山町 | 2          |
| 徳島県      | 那賀郡     | 1664年         | 那賀町 | 1          |
| 徳島県      | 海部郡     | 平安時代末期   | 牟岐町・美波町・海陽町                                                                                               | 3          |
| 徳島県      | 板野郡     | 1664年         | 松茂町・北島町・藍住町・板野町・上板町                                                                               | 5          |
| 徳島県      | 美馬郡     | 701年          | つるぎ町 | 1          |
| 徳島県      | 三好郡     | 860年          | 東みよし町 | 1          |
| 香川県      | 小豆郡     | 701年          | 土庄町・小豆島町 | 2          |
| 香川県      | 木田郡     | 1899年04月01日 | 三木町 | 1          |
| 香川県      | 香川郡     | 701年          | 直島町 | 1          |
| 香川県      | 綾歌郡     | 1899年04月01日 | 宇多津町・綾川町 | 2          |
| 香川県      | 仲多度郡   | 1899年04月01日 | 琴平町・多度津町・まんのう町                                                                                         | 3          |
| 愛媛県      | 越智郡     | 701年          | 上島町 | 1          |
| 愛媛県      | 上浮穴郡   | 1878年12月16日 | 久万高原町 | 1          |
| 愛媛県      | 伊予郡     | 701年          | 松前町・砥部町 | 2          |
| 愛媛県      | 喜多郡     | 0866年11月08日 | 内子町 | 1          |
| 愛媛県      | 西宇和郡   | 1878年12月16日 | 伊方町 | 1          |
| 愛媛県      | 北宇和郡   | 1878年12月16日 | 鬼北町・松野町 | 2          |
| 愛媛県      | 南宇和郡   | 1878年12月16日 | 愛南町 | 1          |
| 高知県      | 安芸郡     | 701年          | 東洋町・奈半利町・田野町・安田町・北川村・馬路村・芸西村                                                             | 7          |
| 高知県      | 長岡郡     | 701年          | 本山町・大豊町 | 2          |
| 高知県      | 土佐郡     | 701年          | 土佐町・大川村 | 2          |
| 高知県      | 吾川郡     | 701年          | いの町・仁淀川町 | 2          |
| 高知県      | 高岡郡     | 701年          | 中土佐町・佐川町・越知町・檮原町・日高村・津野町・四万十町                                                           | 7          |
| 高知県      | 幡多郡     | 701年          | 大月町・三原村・黒潮町                                                                                               | 3          |
| 福岡県      | 糟屋郡     | 701年          | 宇美町・篠栗町・志免町・須恵町・新宮町・久山町・粕屋町                                                               | 7          |
| 福岡県      | 遠賀郡     | 701年          | 芦屋町・水巻町・岡垣町・遠賀町                                                                                       | 4          |
| 福岡県      | 鞍手郡     | 701年          | 小竹町・鞍手町 | 2          |
| 福岡県      | 嘉穂郡     | 1896年04月01日 | 桂川町 | 1          |
| 福岡県      | 朝倉郡     | 1896年04月01日 | 筑前町・東峰村 | 2          |
| 福岡県      | 三井郡     | 1896年04月01日 | 大刀洗町 | 1          |
| 福岡県      | 三潴郡     | 701年          | 大木町 | 1          |
| 福岡県      | 八女郡     | 1896年04月01日 | 広川町 | 1          |
| 福岡県      | 田川郡     | 701年          | 香春町・添田町・糸田町・川崎町・大任町・赤村・福智町                                                                 | 7          |
| 福岡県      | 京都郡     | 701年          | 苅田町・みやこ町 | 2          |
| 福岡県      | 築上郡     | 1896年04月01日 | 吉富町・上毛町・築上町                                                                                               | 3          |
| 佐賀県      | 神埼郡     | 701年          | 吉野ヶ里町 | 1          |
| 佐賀県      | 三養基郡   | 1896年04月01日 | 基山町・上峰町・みやき町                                                                                             | 3          |
| 佐賀県      | 東松浦郡   | 1878年10月28日 | 玄海町 | 1          |
| 佐賀県      | 西松浦郡   | 1878年10月28日 | 有田町 | 1          |
| 佐賀県      | 杵島郡     | 701年          | 大町町・江北町・白石町                                                                                               | 3          |
| 佐賀県      | 藤津郡     | 701年          | 太良町 | 1          |
| 長崎県      | 西彼杵郡   | 1878年10月28日 | 長与町・時津町 | 2          |
| 長崎県      | 東彼杵郡   | 1878年10月28日 | 東彼杵町・川棚町・波佐見町                                                                                           | 3          |
| 長崎県      | 北松浦郡   | 1878年10月28日 | 小値賀町・佐々町 | 2          |
| 長崎県      | 南松浦郡   | 1878年10月28日 | 新上五島町 | 1          |
| 熊本県      | 下益城郡   | 江戸時代       | 美里町 | 1          |
| 熊本県      | 玉名郡     | 701年          | 玉東町・南関町・長洲町・和水町                                                                                       | 4          |
| 熊本県      | 菊池郡     | 701年          | 大津町・菊陽町 | 2          |
| 熊本県      | 阿蘇郡     | 701年          | 南小国町・小国町・産山村・高森町・西原村・南阿蘇村                                                                   | 6          |
| 熊本県      | 上益城郡   | 江戸時代       | 御船町・嘉島町・益城町・甲佐町・山都町                                                                               | 5          |
| 熊本県      | 八代郡     | 701年          | 氷川町 | 1          |
| 熊本県      | 葦北郡     | 701年          | 芦北町・津奈木町 | 2          |
| 熊本県      | 球磨郡     | 701年          | 錦町・多良木町・湯前町・水上村・相良村・五木村・山江村・球磨村・あさぎり町                                           | 9          |
| 熊本県      | 天草郡     | 701年          | 苓北町 | 1          |
| 大分県      | 東国東郡   | 1878年11月01日 | 姫島村 | 1          |
| 大分県      | 速見郡     | 701年          | 日出町 | 1          |
| 大分県      | 玖珠郡     | 701年          | 玖珠町・九重町 | 2          |
| 宮崎県      | 北諸県郡   | 1883年05月09日 | 三股町 | 1          |
| 宮崎県      | 西諸県郡   | 1884年01月26日 | 高原町 | 1          |
| 宮崎県      | 東諸県郡   | 1884年01月26日 | 国富町・綾町 | 2          |
| 宮崎県      | 児湯郡     | 701年          | 高鍋町・新富町・西米良村・木城町・川南町・都農町                                                                     | 6          |
| 宮崎県      | 東臼杵郡   | 1884年01月26日 | 門川町・諸塚村・椎葉村・美郷町                                                                                       | 4          |
| 宮崎県      | 西臼杵郡   | 1884年01月26日 | 高千穂町・日之影町・五ヶ瀬町                                                                                         | 3          |
| 鹿児島県    | 鹿児島郡   | 701年          | 三島村・十島村 | 2          |
| 鹿児島県    | 薩摩郡     | 701年          | さつま町 | 1          |
| 鹿児島県    | 出水郡     | 701年          | 長島町 | 1          |
| 鹿児島県    | 姶良郡     | 701年          | 湧水町 | 1          |
| 鹿児島県    | 曽於郡     | 1897年04月01日 | 大崎町 | 1          |
| 鹿児島県    | 肝属郡     | 701年          | 東串良町・錦江町・南大隅町・肝付町                                                                                   | 4          |
| 鹿児島県    | 熊毛郡     | 701年          | 中種子町・南種子町・屋久島町                                                                                         | 3          |
| 鹿児島県    | 大島郡     | 1879年07月01日 | 大和村・宇検村・瀬戸内町・龍郷町・喜界町・徳之島町・天城町・伊仙町・和泊町・知名町・与論町                           | 11         |
| 沖縄県      | 国頭郡     | 1896年04月01日 | 国頭村・大宜味村・東村・今帰仁村・本部町・恩納村・宜野座村・金武町・伊江村                                           | 9          |
| 沖縄県      | 中頭郡     | 1896年04月01日 | 読谷村・嘉手納町・北谷町・北中城村・中城村・西原町                                                                   | 6          |
| 沖縄県      | 島尻郡     | 1896年04月01日 | 与那原町・南風原町・渡嘉敷村・座間味村・粟国村・渡名喜村・南大東村・北大東村・伊平屋村・伊是名村・久米島町・八重瀬町 | 12         |
| 沖縄県      | 宮古郡     | 1896年04月01日 | 多良間村 | 1          |
| 沖縄県      | 八重山郡   | 1896年04月01日 | 竹富町・与那国町 | 2          |

## 中国の郡

### 歴史的な郡の概要
中国の歴史的な郡は、県と呼ばれる地域の中核都市を中心とした行政区画を複数まとめて管轄する上位の行政区画である。郡は郡の長官である郡太守によって統治された。また、郡を複数まとめて管轄するのが州である。

### 郡の発祥
後世中国と呼ばれるようになる地域の原型を形作った、古代の黄河流域中原地域や、この地域から強い文化的影響を受けた周辺地域は、都市国家の世界であった。人々は版築と呼ばれる、土をつき固める技法で作られた城壁で防御された都市的な集落で生活を営み、やがて強力な大都市が周囲の弱小都市を従えるネットワーク状の国家を形成していった。こうした国家を「邦」（ただし、漢代以降、漢初代皇帝劉邦の避諱により、「国」と呼ぶようになる）と呼び、これらの諸邦を呪術的、軍事的に威圧して盟主的に振舞ったのが、商や周といった邦であり、またその君主の王たちであった。
その後、強力な邦は弱小な邦を屈服させて支配域を拡大していったが、当初は中核になる都市国家内部の族的結合や、その中の指導的立場にあって戦車を駆って弓矢と戈で戦い、軍事力の主力となった士、大夫といった族長層（都市貴族層）が邦の軍事力維持のために重要であったため、その内部の共同体構造は温存された。しかし、鉄器が大量生産されて農具に用いられるようになり、農耕地が爆発的に拡大するようになった戦国時代になると、諸邦の構造は支配下の都市のネットワークから領域的な性格が色濃くなる変化を見せ、軍事的にも農民を徴用した歩兵の大集団が戦力の主体となるに至った。
こうなるともはや支配下の諸都市の伝統的共同体構造の維持は重要ではなくなり、地方の中核都市は自治権を取り上げられ、中央から派遣された役人に支配される単なる行政区画となる。これを県と呼ぶ。さらに、いくつかの県をとりまとめて軍事警察的に把握し続けるための軍管区が設定され、これを郡と呼んだ。この体制は郡県制と呼ばれ、天下を統一した始皇帝の秦の下、秦に征服された全領域に施行されるに至った。

### 内郡と辺郡
外国や異民族と境界を接触している郡を辺郡といい、それ以外の郡（中国の本土の国内の郡）を内郡といった。辺郡は、それぞれごとに詳細な事情や度合いなどは様々に異なるが、中国系の移民と先住民である異民族が混在する地域であった。太守が都尉（軍事担当官）を兼任する内郡に対し、辺郡では太守と別に複数の都尉が置かれて域内を分割統治するなど事実上の軍事支配体制であり、辺郡はおおむね植民地的な存在であった。

### 郡の消滅
漢では封建的な国を復活させたものの、基本的には秦の郡県制を踏襲したが（郡国制）、のちに天下を13の州に分け、郡は州に所属するようになった。南北朝時代に州は細分されるようになり、州を郡に分ける意味が薄弱になった。隋の開皇年間に郡を廃止した。その後、煬帝と唐の玄宗のときに一時的に州を郡に改名したことがあったが、基本的に「郡」という行政区分は存在しなくなった。

## 朝鮮の郡
統一新羅時代の757年に景徳王は郡や県の固有語やその意訳由来の漢字表記を改め、佳字を選んで漢風に漢字2文字の名前に変更した。
高麗時代には州・府・郡・県が置かれた。李氏朝鮮時代に置かれた地方行政機関の一つとして、府・牧・大都護府・都護府・県とともに郡があった。郡の長官は郡守である。1895年にこれらの複雑な地方行政機関は郡に一本化された。
日本統治時代の行政区画では都市部分は府、農村部分は郡となった。郡には郡守が置かれた。1914年に地方行政区画である郡や面の大規模な改編（郡面統合）が実施され、郡が統廃合された。1931年には邑面制が施行され、郡の中の人口の多い地域が邑となった。

### 大韓民国の郡
現在の大韓民国の郡は、公選首長である郡守と郡議会を持つ基礎自治体である。
大韓民国は、1945年8月15日時点の朝鮮総督府による地方行政制度を引き継いだ。1961年の5・16軍事クーデター後、10月1日に施行された「地方自治に関する臨時措置法」により、従来の邑面に代わって郡が基礎自治体に位置づけられたが、地方自治そのものは停止された。
経済成長やそれに伴う人口の集中などにより、邑が市に昇格して郡から離脱することも多くなった。これによる飛び地の発生などによって、行政区画としての郡の一体性の低下も見られるようになった。また韓国の民主化によって地方自治が復活し、1990年代初頭に郡守や郡議会議員の選挙が行われるようになると、郡の機能や形態が課題になるようになった。
1995年に地方制度の改革が行われた。これにより、道と同格の広域市に郡が含まれるようになった。また、都市部と農村部を複合させた形態の市が定められ（都農複合形態市）、一度郡から分離した市とかつての郡が再統合したり、ひとつの郡がそのまま市に昇格したりもしている。このため、郡の数は少なくなっている。

### 朝鮮民主主義人民共和国の郡
朝鮮民主主義人民共和国では、郡の下に置かれていた府・邑・面を廃止し、郡人民委員会を基礎行政機関とした。1952年に大規模な郡の改編が実施され、日本の市町村の町に近い形で従来の郡よりも小さな範囲に分割された。その後、郡から市に昇格した例もあるが、現在も大半の行政区画は郡と呼ばれている。

## 台湾の郡
日本統治時代の台湾では、1920年から1945年まで、行政区画として郡が置かれ、郡の下には街、庄が置かれた。郡の長官は郡守である。現在郡は置かれていない。

## ベトナムの郡
中央直轄市の下の市街地区は、郡（quận）と呼ばれるが、日本語では通常、「区」と訳される（例：「1区」、「タンビン区」）。

## 翻訳語としての郡
欧米など非漢字語圏の行政区画の一部を日本語に翻訳するときに、訳語としてこの語を当てることがある（カウンティも参照）。
- アメリカ合衆国の County　⇒ 郡 (アメリカ合衆国)
- ハンガリーの Járás（ヤーラーシュ）
- フランスの Arrondissement（アロンディスマン）　⇒ フランスの郡
- ポーランドの Powiat（ポヴィャト）　⇒ 郡 (ポーランド)
- ボリビアの provincia（プロビンシア）⇒郡 (ボリビア)
- アフガニスタンの「ウレスワリ」（パシュトー語: ولسوالۍ, wuləswāləi）、「シャーレスターン」（ペルシア語: شهرستان, shahrestān）⇒ アフガニスタンの郡
- インドネシアの「クチャマタン」（インドネシア語: kecamatan）⇒ 郡 (インドネシア)

なお、漢字圏の郡は、英語では通常以下のように訳される。
- 中国の歴史上の郡 → Commandery
- 日本の郡 → District
- 南北朝鮮の郡 → County